# Ивотка (Ямпольский район)
Ивотка (укр. Івотка) — село,
Ямпольский поселковый совет,
Ямпольский район,
Сумская область,
Украина.
Код КОАТУУ — 5925655102. Население по переписи 2001 года составляло 27 человек .

## Географическое положение
Село Ивотка находится на правом берегу реки Ивотка,
выше по течению на расстоянии в 3 км расположен посёлок Неплюево,
ниже по течению на расстоянии в 5 км расположено село Папирня,
на противоположном берегу — пгт Ямполь.
К селу примыкает большой лесной массив урочище Кремлянская Дача (сосна).
Через село проходит автомобильная дорога Т-1915.